# پال سینگر
پال سینگر (به انگلیسی: Paul Singer) (زاده ۲۲ اوت ۱۹۴۴) میلیاردر آمریکایی است که مجله فوربز میزان دارایی او را ۳٫۵ میلیارد دلار تخمین زده‌است.